# Toussaint Louverture
François Dominique Toussaint Louverture (pronunciación en francés: /fʁɑ̃swa dɔminik tussɛ̃ luvɛʁtyʁ/; en criollo haitiano, Tousen Louvèti; Saint-Domingue, 20 de mayo de 1743-Fuerte de Joux, La Cluse-et-Mijoux, cerca de Pontarlier, Francia, 7 de abril de 1803) fue un político y militar, el más importante de entre los dirigentes de la revolución haitiana. Llegó a ser gobernador de Saint-Domingue, que era el nombre dado por los franceses al actual Haití. Parte de su legado fue haber sentado las bases para la erradicación definitiva de la esclavitud en Haití y, posteriormente y a consecuencia de ello, en el mundo entero.

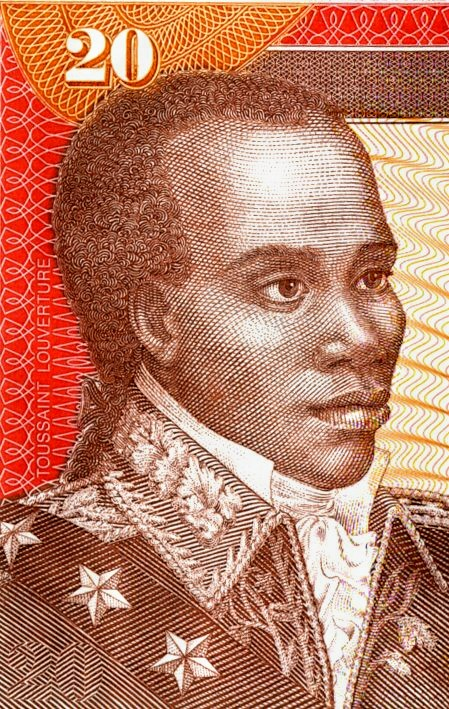
Retrato de Toussaint Louverture en un billete del Banco de Haití.

## Biografía

### Orígenes y juventud
Su abuelo nació en Dahomey (actual Benín) y al parecer pertenecía a la familia real Allada. Capturado y trasportado a Saint Domingue, su padre, Hyppolite Gaou, fue vendido como esclavo al gerente de la hacienda del conde de Breda en la plantación en la que Toussaint nació (de ahí su nombre completo Toussaint de Breda), en la provincia del Norte, cerca de Cap-Français. Su dueño, Baillon de Libertat, era relativamente humanitario y animó a Toussaint a que aprendiera a leer y a escribir en francés e hizo de él su cochero y contramaestre en la hacienda. A pesar de su escasa estatura, que le valió el mote de Fatras-Bâton, llegó a ser un jinete reputado y gran conocedor de las plantas medicinales. Se casó con una mujer libre llamada Suzanne con la que tuvo dos hijos, Isaac y Placide. Toussaint dejó de ser un esclavo en 1776, a los 33 años de edad.

### Rebelde aliado con España

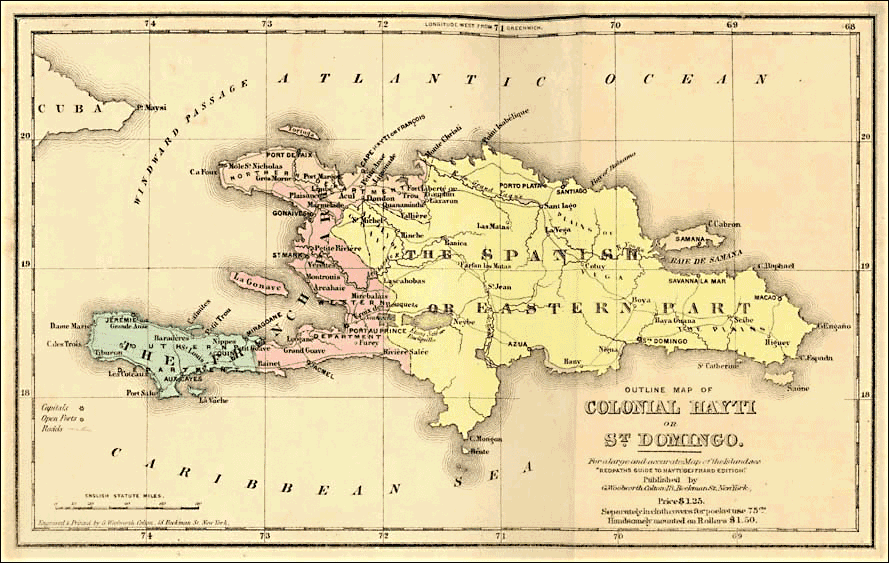
Mapa colonial de la isla de La Española después del Tratado de Aranjuez de 1777. Aparecen coloreadas en amarillo las posesiones españolas, en naranja el departamento Norte, el rosado el Oeste y en verde el Sur.

La Revolución Francesa tuvo una gran repercusión en la parte francesa de la isla de La Española. En un primer momento, los grandes terratenientes europeos vieron la posibilidad de independizarse y los pequeños la de lograr la igualdad con los grandes. Los esclavos y los pequeños propietarios negros, por su parte, esperaban adquirir un estatus similar al de los pequeños terratenientes blancos.
En agosto de 1791, los esclavos de la llanura del norte de la parte francesa de La Española, capitaneados por el jamaicano Dutty Boukman, se rebelaron tras la Ceremonia de Bois-Caïman. Toussaint Bréda se convirtió en el edecán de Georges Biassou, comandante de los esclavos que se refugiaron en la parte española oriental de la isla. Estos esclavos se aliaron con los habitantes de la parte oriental en 1793 para expulsar a los esclavistas franceses. Por esta razón, Toussaint fue instruido en el terreno militar por los españoles y, al mando de una tropa de más de 3.000 soldados, consiguió en pocos meses algunas victorias. Fue entonces cuando se le apodó «L'Ouverture», que significa «el iniciador», y fue ascendido a general del ejército del Rey de España.
El 29 de agosto de 1793, Toussaint hizo pública su proclamación, en la que se presentaba como el líder de los negros:

Hermanos y amigos. Soy Toussaint Louverture; quizás el conocimiento de mi nombre haya llegado hasta vosotros. He iniciado la venganza de mi raza. Quiero que la libertad y la igualdad reinen en Santo Domingo. Trabajo para que existan. Uníos, hermanos, y luchad conmigo por la misma causa. Arrancad de raíz conmigo el árbol de la esclavitud.

Vuestro muy humilde y muy obediente servidor, Toussaint Louverture, General de los ejércitos del rey, para el bien público.

Su rápida fama despertó la desconfianza de sus jefes, Jean-François Papillón y Biassou, quienes planearon un complot del cual escapó, pero en el que murió su hermano pequeño Jean-Pierre. La poca atención prestada por los españoles lo convenció de que éstos pretendían simplemente desestabilizar a los franceses, pero sin abolir realmente la esclavitud.
Los comisarios de la Primera República Francesa, Léger-Félicité Sonthonax y Étienne Polverel, habían llegado a La Española en septiembre de 1792 para hacer valer los derechos de la gente de color. La parte francesa de la isla estaba invadida por la Marina británica y por las tropas españolas, a las que se habían unido numerosos monárquicos franceses. El 29 de agosto de 1793, el mismo día de la proclamación de Toussaint, Sonthonax liberó a todos los esclavos para que se unieran a la Revolución Francesa.
El 16 de pluvioso del año II del calendario republicano francés (equivalente al 4 de febrero de 1794), un grupo de delegados haitianos entre los que estaba Jean-Baptiste Belley, negro liberto y diputado del departamento del Norte de la parte francesa de La Española, ganó la votación y la Convención Nacional ratificó esta decisión, terminando de esta manera con la esclavitud en todos los territorios de la República Francesa.

### General de la República

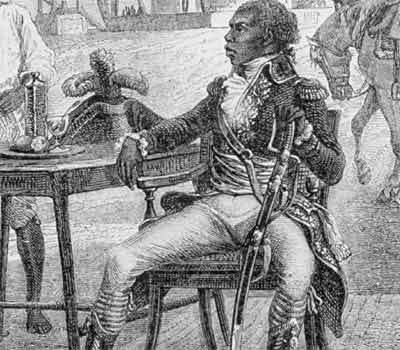
Grabado del de L'Ouverture

Por medio del general en jefe Étienne Lavaux, los comisarios intentaron convencer a Louverture de que se uniera a la República. Hubo que esperar hasta el 5 de abril de 1794 para que Toussaint abandonara a sus aliados españoles, quienes no pretendían abolir la esclavitud. El ejército que estaba a su mando, en el que había soldados negros, mulatos e incluso algunos blancos, atacó a sus antiguos aliados y les arrebató una decena de poblaciones entre ellas San Rafael, Les Gonaïves, Dondon, Hincha y Saint-Michel-de-l'Attalaye entre mayo y octubre de 1794, Bánica y Las Caobas en agosto de 1795.
Rechazó a los españoles hasta la frontera oriental de la isla y consiguió derrotar a sus antiguos jefes, que habían permanecido leales a España. En julio de 1795, la Convención le ascendió al rango de general de brigada. En marzo de 1796, salvó a Lavaux, con problemas por su severidad tras una rebelión de mulatos en Cap Français. Como recompensa, éste lo nombró teniente general de la colonia. El Directorio le ascendió a general de división en agosto de 1796.

### El camino hacia el poder

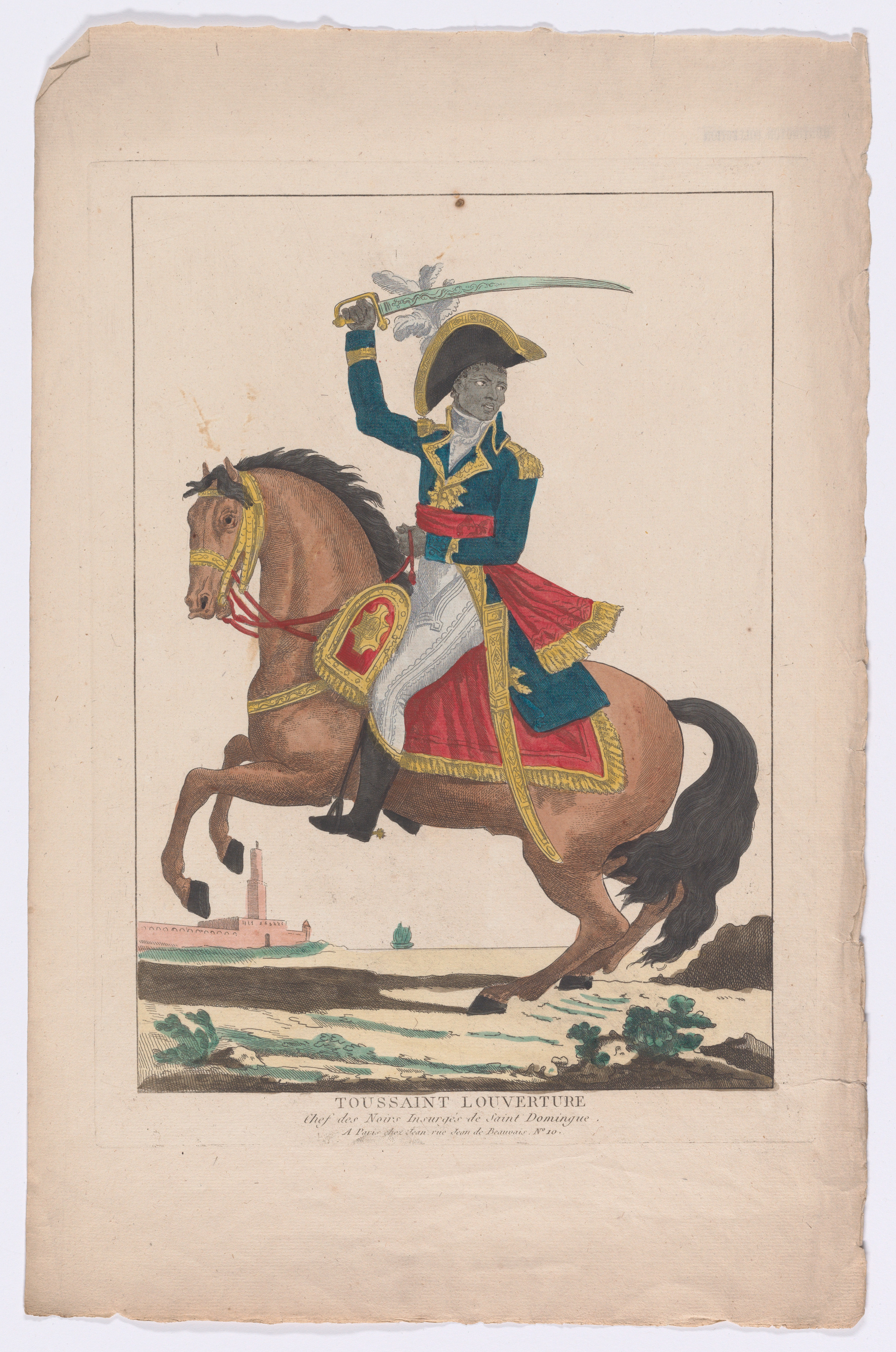
Retrato del general Toussaint Louverture, considerado el padre del Haití moderno

El talento de Louverture no fue exclusivamente militar. Confirmó la emancipación de los esclavos y trató de que las plantaciones se volvieran a poner en marcha, acercándose a los colonos, incluso a aquellos que habían luchado contra la República, para que volvieran a pesar de las opiniones contrarias de las autoridades francesas. La lucha contra los británicos, sin embargo, resultó más complicada. Toussaint no pudo echarlos ni del norte ni del oeste. En el sur, el general mulato André Rigaud logró contenerlos, pero no fue capaz de rechazarlos.
El regreso de Sonthonax como comisario civil en mayo de 1796 ensombreció el panorama de Toussaint, con intenciones de convertirse en el único dirigente en Saint-Domingue. Consiguió que Lavaux y Sonthonax fueran elegidos en septiembre de 1796 diputados ante el Directorio para que de ese modo volvieran a Francia, el primero desde octubre y el segundo en agosto de 1797. También, para no inquietar a los franceses, envió a sus dos hijos a estudiar a París.
Gracias a las armas llegadas con la Comisión de 1796, Louverture contó con un ejército de 51 000 soldados, entre ellos 3000 blancos. Reemprendió la lucha contra los británicos con algunas victorias, aunque ninguna de ellas fue decisiva. Cansados por esa resistencia y con poco que ganar en esa guerra, pues habían perdido millares de soldados y gastado cerca de 5 millones de libras esterlinas, los británicos decidieron negociar. En abril de 1798 el general Thomas Maitland tomó el mando en jefe de las tropas británicas de ocupación. Los británicos controlaban aún Jérémie, Puerto Príncipe, Arcahaie, Saint-Marc y de Môle Saint-Nicolas. Pero el nuevo generalísimo, que peleaba en la colonia hacía un año, era un militar doblado en hábil diplomático. Comprendió bien que era imposible para Gran Bretaña mantenerse pacíficamente en la isla, y juzgó más conveniente obtener de Toussaint ventajas comerciales para su país y garantías contra los corsarios franceses que atacaban la navegación y pillaban las ciudades costeras del Caribe. Pero a esta decisión lo llevaban también las victorias de los generales Dessalines y Mornet, que en menos de una semana tomaron por asalto siete campamentos fortificados de los británicos. Estos evacuaron completamente los distritos del oeste a cambio de la protección de las vidas y propiedades de los habitantes que se encontraban bajo la dominación británica. En fin, se concluyó un tratado secreto entre Toussaint y Maitland para la evacuación de las partes de Saint-Domingue ocupadas por los ejércitos de Su Majestad Británica.
Louverture consiguió apartar de las negociaciones al último comisario civil Julien Raimond y al último general en jefe, Hédouville, llegado en marzo de 1798. Para deshacerse de Hédouville, Louverture alertó a los negros del norte, que el 16 de octubre de 1798 se rebelaron contra el general, que había ordenado el desarme de los negros, lo que obligó a Hédouville a reembarcarse precipitadamente hacia Francia junto a numerosos blancos. El 31 de agosto de 1798, los británicos abandonaron definitivamente la isla de La Española.

### Guerra civil haitiana (1799-1800)
Una vez libre de los controles franceses, Toussaint se volvió contra André Rigaud, el jefe de los mulatos. Louverture aprovechó un incidente y le provocó, con lo que Rigaud inició las hostilidades en junio de 1799. Toussaint, secundado por Jean-Jacques Dessalines y Henri Christophe derrotó a las tropas de su enemigo tras una sangrienta guerra.

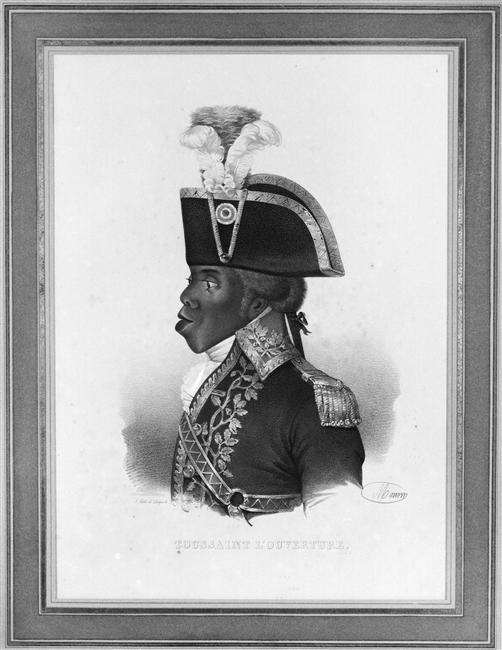
Toussaint Louverture, político haitiano (1743-1803). Fuente: París, museo del quai Branly.

Deseoso de restablecer la economía de la colonia, Louverture publicó el 12 de octubre de 1800 un reglamento de cultivos que obligaba a los negros a trabajos forzados en las plantaciones, lo que acarreó el descontento. A finales de octubre, los negros del norte se rebelaron, llegando incluso a degollar a los blancos. En pocos días, Toussaint dispersó a los rebeldes y ordenó el fusilamiento de trece cabecillas, entre los que estaba su propio sobrino, el general Moise. Para conseguir el apoyo de los blancos volvió a llamar a los colonos huidos y decretó el catolicismo como religión oficial.

### Primera invasión haitiana a la parte este de la Española (1801)
El Tratado de Basilea, puso fin al conflicto franco-español y España cedió a Francia la parte oeste de La Española. Tratando de unificar la isla, se dirigió hacia la parte española y la conquistó en un mes, entrando en Santo Domingo el 26 de enero de 1801. El 9 de mayo de 1801, Louverture proclamó una constitución autonomista que le concedía plenos poderes perpetuos.

### La caída

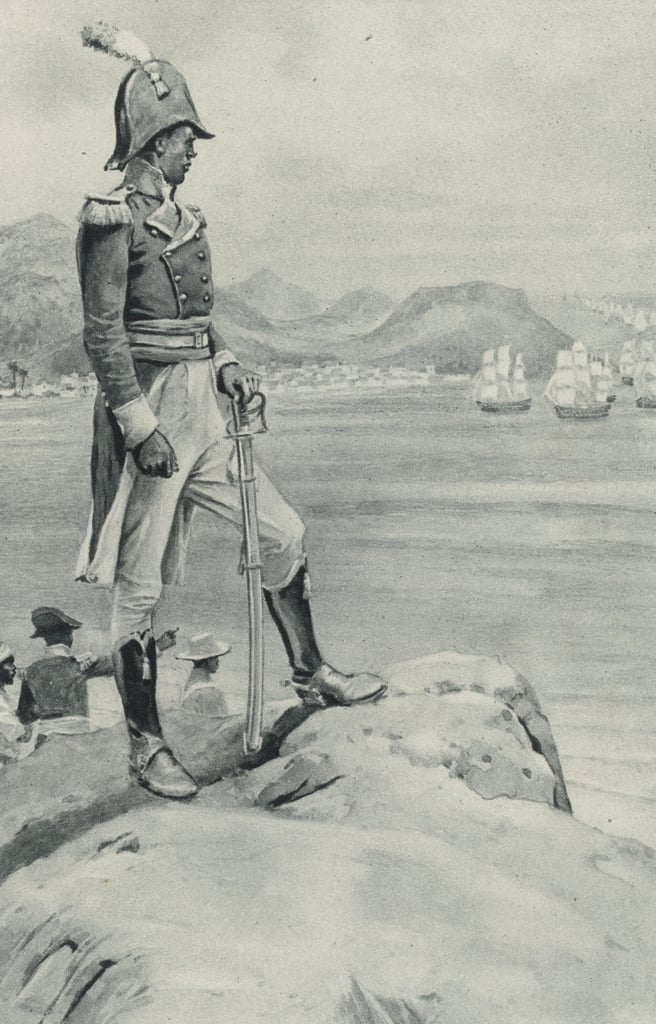
La muerte del pobre Toussaint L'Ouverture se acerca, el líder negro observa la llegada de la flota enviada por Napoleón para su destrucción.

Napoleón Bonaparte, cuyo poder en Francia era cada vez mayor, deseaba restablecer en Saint-Domingue el dominio de los colonos franceses y conseguir recuperar así la pujanza de la industria azucarera. Envió a La Española un ejército de 25 000 soldados al mando de su cuñado, el general Leclerc en diciembre de 1801 para recordarle a Louverture su promesa de resarcir a los colonos y para, oficiosamente, restablecer la esclavitud. Louverture no se dejó engañar fácilmente y se replegó hacia posiciones más seguras, a la vez que puso en práctica una política de tierra quemada ante la llegada de las tropas francesas hasta finales de enero de 1802. Leclerc derrotó primero a las tropas de Dessalines y luego a las de Christophe. Leclerc, que había traído de Francia a los hijos de Louverture, se los envió en signo de buena voluntad. El 2 de mayo de 1802 Toussaint, por su parte, ofreció su capitulación a cambio de quedar libre y de que sus tropas se integraran en el Ejército francés.
Leclerc no aceptó estos términos y por medio de una treta capturó a Louverture el 7 de junio de 1802 y lo envió a Francia junto a su familia. Al ser embarcado, predijo:

Al derrocarme, solo se ha abatido el tronco del árbol de la libertad de los negros. Pero este volverá a brotar de sus raíces, porque son muchas y muy profundas.

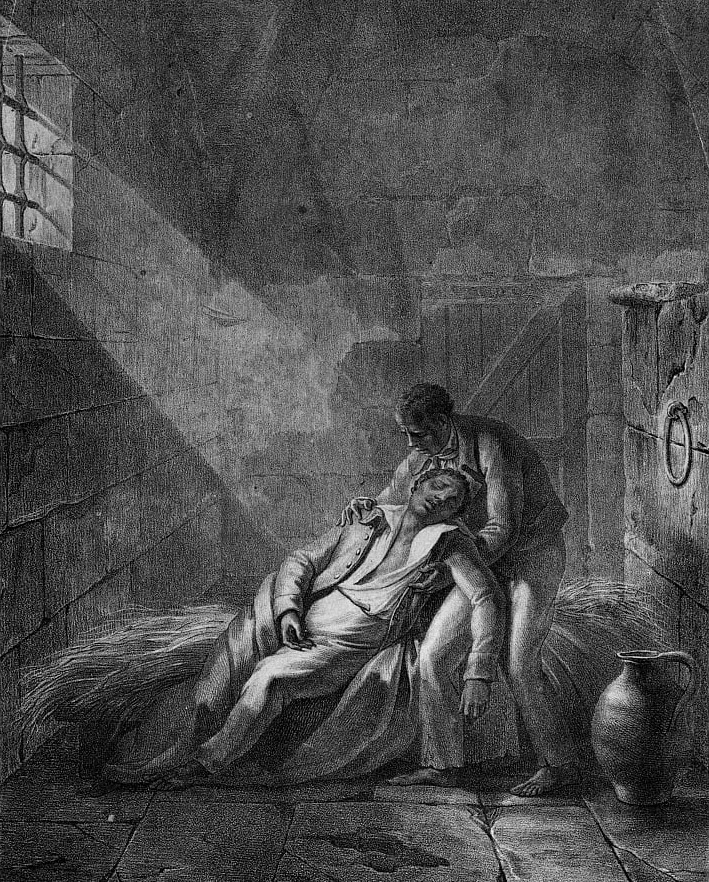
Muerte del general Toussaint Louverture en la prisión del Fort de Joux, el 27 de abril de 1803.

Fue encarcelado en el Castillo de Joux, en las montañas del Jura, la región más fría de Francia. Murió allí el 27 de abril de 1803 a causa de una enfermedad y la falta de asistencia médica. Aunque fue enterrado en el Castillo, se desconoce el lugar exacto. 
Los franceses no consiguieron restablecer la esclavitud en Saint-Domingue. Gracias al poderío militar construido en tiempos de Louverture, los negros derrotaron a los franceses en la batalla de Vertières en 1803. El 1 de enero de 1804, un nuevo líder, Jean-Jacques Dessalines, proclamó la independencia del país, al que rebautizó con uno de sus nombres aborígenes, Haití, que significa «tierra montañosa», aunque el actual Haití no guarda relación cultural, etno-genética ni histórica alguna con los pobladores precolombinos que llamaban a la isla con ese mismo nombre. 
En el Panteón de París hay un memorial en su honor.